# カゴ (被差別民)
カゴ（Cagots）は、フランス西部とスペイン北部の被差別民である。彼らの居住地は、ピレネー山脈のナバーラ州、バスク州、ベアルン、アラゴン州、ガスコーニュ、ブルターニュに及ぶ。地域により様々な名称があり、ガスコーニュでは「カゴ（Cagots）」「ジェジタン（Gézitains）」「ガエ（Gahets）」「ガフェ（Gafets）」、バスクでは「アゴテ（Agotes）」「アゴタク（Agotac）」「ガフォ（Gafos）」、アンジューとラングドックでは「カポ（Capots）」、ブルターニュ半島では「カコン（Cacons）」「カエ（Cahets）」「カケー（Caqueux）」「カカン（Caquins）」と呼ばれる。史料によると、彼らの存在は紀元1000年にまで遡ることができる。
カゴは差別を受け、隔離されて生きていた。彼らはカゴテリ（cagoteries）と呼ばれる辺鄙な一角に住むことを求められた。カゴには、いかなる政治的・社会的権利も与えられなかった。彼らが教会に入るときは専用の扉を使わねばならず、礼拝のときは他の信者と一緒にならぬよう仕切りで隔離されていた。彼らは秘跡に参加することが許されず、木製の匙の端で聖餐を授けられ、専用の聖水盤を使わねばならなかった。彼らは特殊な衣服を着るよう強制され、地域によっては、この衣服にガチョウかアヒルの脚が貼りつけられていることもあった（そこから彼らはカナール"Canards"と呼ばれることもあった）。彼らが触れるとペストに感染すると考えられたため、彼らが裸足で公道を歩くことや、彼らがカゴ以外の人間と同じコップで飲むことは犯罪とされた。カゴは大工や肉屋や縄職人になることしか許されなかった。
カゴは民族集団でも宗教集団でもない。カゴは地元民と同じ言語を話し、通常は地元民と同じ宗教を信じていた。彼らの共通点は、カゴとみなされる祖先を持つことだけだった。彼らが差別された理由については、クレチン病だったから、ハンセン病だったから、宗教的異端者だったから、人肉食の習慣があったから、単に性質が邪悪だったから、などの諸説があるが、整合性のある理由はほとんど存在しない。カゴには固有の文化があったが、そのほとんどは文字に書き残されておらず、現代に受け継がれてもいない。結果として、彼らについては被差別に関わること以外ほとんど何も知られていない。彼らに対する過酷な迫害は中世からルネサンス期、産業革命の時代にも続き、19世紀から20世紀に至ってようやく偏見の解消をみた。 

## 起源と語源
カゴ（Cagots）に関する諸名称とカゴ自身の起源については明らかになっていない。西ゴート族の末裔でカゴの語源はcaas（イヌ）と"Goth"（ゴート族）であるとの説もあるが、この語形での"cagot"は1542年になってから初めて文献に現れたものであるところに難がある。16世紀のフランスの歴史家ピエール・ド・マルカは、著書Histoire de Béarnの中で異説を唱え、カゴという語は「ゴート族の狩人たち」の意であり、カゴの祖先はサラセン人であると主張した。カゴが「8世紀にムスリムが侵入した際、スペインとフランスに取り残されたムーア人の兵士の子孫である」との説は「多くのフランスの専門家たちに支持されている」と2008年の『インデペンデント』紙に報じられたことがある。
もう一つの説は、カゴは異端者としてアルビジョア十字軍に迫害されたカタリ派の末裔であるというものである。1514年、レオ10世 (ローマ教皇)にカゴが陳情をおこなった時はこの説が採られたものの、実際にはカタリ派が異端とされる前からカゴの存在は確認されている。
カゴに言及した史料の一つは1288年にさかのぼり、この史料の中でカゴはChretiens（クレティヤン）あるいはChristianos（クリスティアノス）と呼ばれている。ここから、カゴは初期のキリスト教への改宗者であったとの説も唱えられている。もともとカゴが非キリスト教徒の地元民を蔑視していたところ、地元民の改宗後は逆にカゴが差別される立場となったというわけである。彼らがChretiens（クレティヤン）あるいはChristianos（クリスティアノス）と呼ばれたのは、中世にハンセン病患者がpauperes Christi（貧しいキリスト者）として知られたことに由来するという説もある。すなわち、西ゴート族であろうとなかろうと、カゴは中世にハンセン病あるいは類似の病気（たとえば乾癬）に冒された者の子孫である、Christians（キリスト教徒）とCretins（クレチン病患者）が混同されたのはこのためである、という説である。しかしながら、当時の勅令では明らかにハンセン病患者とカゴが別個の被差別民のカテゴリに入れられている。
カゴが多かったボルドーでは、彼らはladres（ラドゥル）と呼ばれた。この語は、「強盗」「強奪者」を意味するスペイン語のladrón（ラドロン）と近く、古くはケルト語のbagaudae(あるいはbagad)とも同義であり、agoteの語源になったとも考えられる。
カゴの身体的特徴や民族性とされるものは伝承によって著しく異なる。特にハンセン病起源説が支持されている地域ではカゴは金髪碧眼とされるが、サラセン人起源説が好まれる地域ではカゴはかなり色黒とされる。ただし、カゴには耳たぶがないとされたり、片耳がもう一方の耳より長いとされたりするのはどの地域でも共通している。

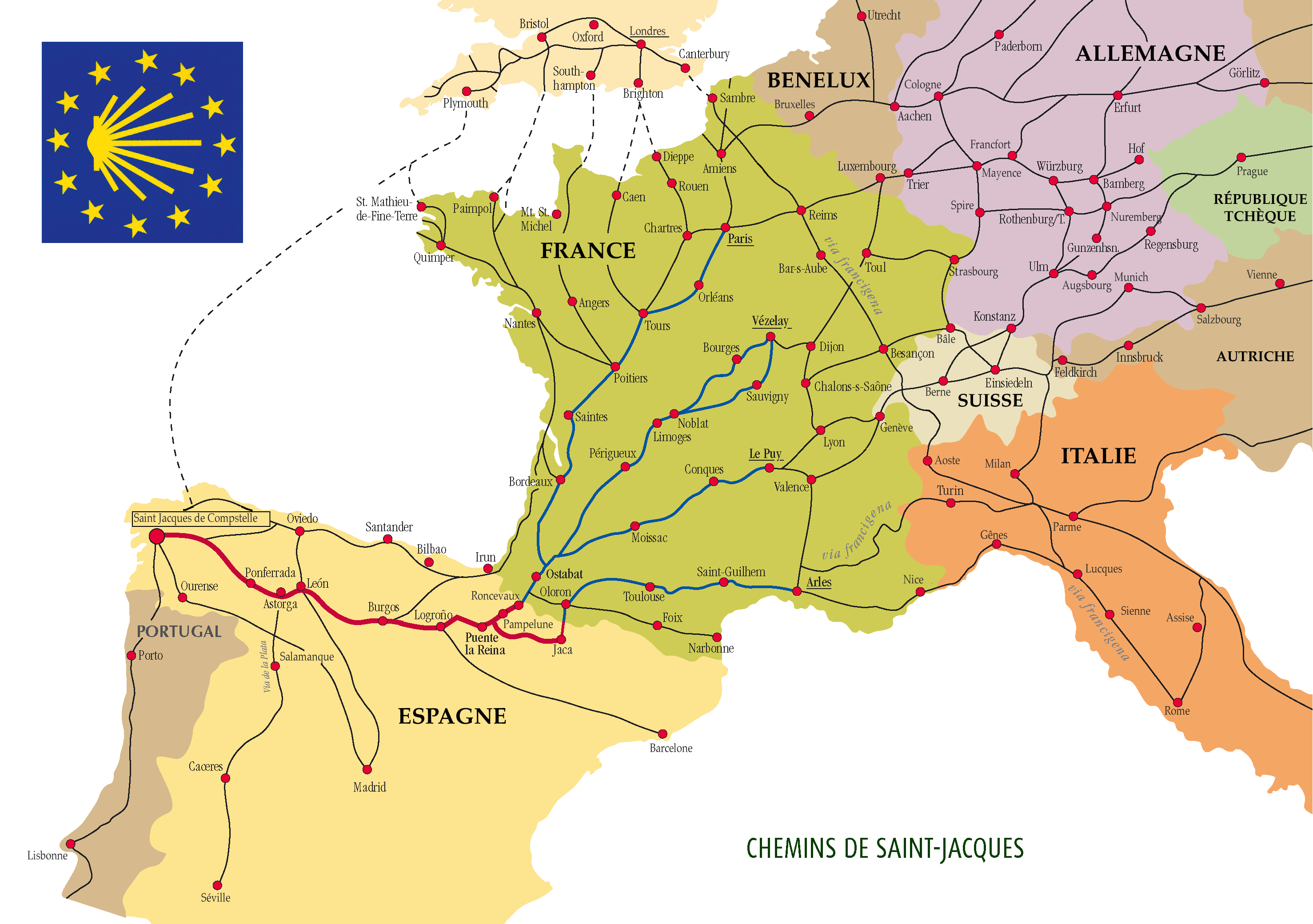
サンティアゴ・デ・コンポステーラの巡礼路。カゴへの偏見が色濃かった地域は、スペイン北部とフランス西部とフランス南部で、この巡礼路とほぼ一致している。

グレアム・ロッブは、上記の説のほとんどをありそうもないことと退け、次のように述べた。
古い説も現代の説も、ほぼ取るに足りない…。真の「カゴの謎」は、固有の特徴が全くないという事実なのである。固有の方言があるわけでもなければ、固有の姓があるわけでもない…。8世紀に及ぶ迫害を経て、周囲の住民よりも器用かつ臨機応変で、アメリカへの移住を好むというぐらいの特徴しかない。彼らは迫害されていたが故に、復讐を企むかもしれないという理由で恐れられているのだ。
中世における大工のギルドが凋落してカゴの祖先となった、との説も現代では唱えられている。この説では、フランスとスペインのカゴに共通する顕著な特徴、すなわち職業の選択が制限されていたという事実をうまく説明できる。赤い鳥の水かきの紋章を身につけることがカゴに義務付けられたのは、それがギルドの本来の紋章だったからかもしれない。9世紀から10世紀にかけてサンティアゴ・デ・コンポステーラの巡礼路では短期間の建築ブームが起きており、このブームがギルドに権力をもたらす一方、内紛も引き起こした可能性がある。この内紛で失職した大工の集団が離散し、カゴの祖先となったのかもしれない。

## 宗教

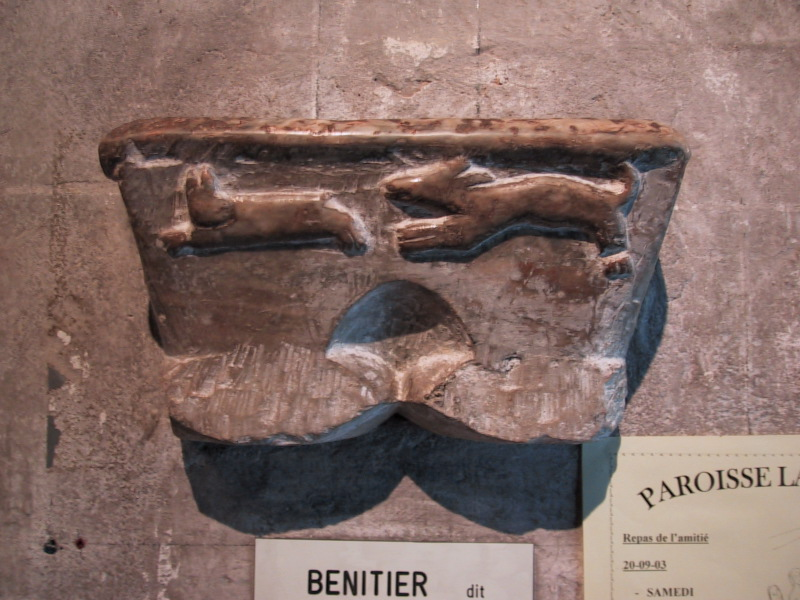
ベアルンのオロロン聖堂の聖水盤

カゴは教会に入る際、脇の扉を使うよう強制され、しかもその扉は屈まなければ入れないようしばしば低く造られており、彼らに身分の差を思い出させる仕掛けになっていた。宗教的というより文化的な理由でおこなわれたこの習慣は、カトリックの地域でもユグノーの地域でも変わらなかった。教会にはカゴ専用の聖水盤が設けられ、通常の聖水盤にカゴが触れることは厳しく禁じられた。この禁止事項は厳格に守られており、18世紀には、ある富裕なカゴが「清浄な」人々の聖水盤にあえて触れたため、片手を斬り落とされ、教会の扉に釘で打ち付けられる刑に処されたことがある。
カゴが教会に入るときは、静かに身を滑らせ、最も悪い席に座るよう期待された。聖餐式に際しては、杖の端のみで聖体を拝受した。ブルターニュ人の多くは、聖金曜日になるとカゴが臍から血を流すと信じていた。
カゴの請願が功を奏し、教皇レオ10世はカゴが「他の信者同様、親切に（扱われる）」べきことを布告した。しかし、ほとんどの地方ではこの布告は無視された。

## 政府
往々にして有名無実ではあったものの、カゴに味方がいるとすれば政府、知識人、富裕層といった人々であった。「カゴ確認地域」の地図は奇妙なつぎはぎ模様を示すが、このことは、そうしたパターンの表すものが実は地域政府の違いによる「カゴ差別放置地域」と「カゴ融和地域」の別であることを示唆している。1683年には博士たちがカゴを調査し、彼らが一般市民と何の違いもないことを確認している。特に、カゴはハンセン病などいかなる差別を引き起こす病気にも感染していないことが確かめられた。ポーとトゥールーズとボルドーの政府はカゴ差別の解消のために予算を組んだが、地元民たちの抵抗に遭った。
1709年、大物政治家のフアン・デ・ゴイェネーチェはヌエボ・バスタン（ゴイェネーチェの故郷ナバーラ州のバスタン渓谷にあやかって命名）に手工業者の街を築き、多くのカゴをヌエボ・バスタンに移住させたが、数年後にはカゴの多くが労働条件に不満を持ち、ナバーラ州に戻っている。
カゴ差別の解消に向けて実質的な取り組みがなされるまでには、フランス革命の到来を待たねばならなかった。革命政府はカゴが一般市民と何ら違わないことを明言し、カゴに対する法的差別は終息した。地元民の偏見はなお続いたものの、差別問題は解消に向かい始めた。
フランス革命のさなか、カゴは自らの生まれを隠すため、役所を襲って自分たちの出生証明書を焼き捨てた。しかし地元民は誰がカゴかを記憶していたため、この行為は功を奏しなかった。カゴに属する人々の姓を韻に乗せて覚えるための歌がいくつか知られている。

## 現代の状況
今日ではカゴはもはや隔離されておらず、一般国民とほぼ同化している。ほとんどのカゴはカゴとして知られることを好まなかったため、カゴ文化のほとんどは現代に伝わっていない。
20世紀初頭まではナバーラ州のボサーテ付近にアゴテの集落が存在した。この集落はバスク語でアリズクン（Arizkun）あるいはスペイン語でアリスクン（Arizcun）と呼ばれ、カゴの集落としては最後のものであった。
カゴを見分ける主な要因は、狭い範囲への職業制限であった。このため、カゴ差別はインドのカースト制度と比較されることがある。

## 関連記事
- 不可触民
- ロマ
- イェニシェ

### 関連図書
- この記事にはアメリカ合衆国内で著作権が消滅した次の百科事典本文を含む: Chisholm, Hugh, ed. (1911). “Cagots”. Encyclopædia Britannica (英語). Vol. 4 (11th ed.). Cambridge University Press. p. 947.
- Graham Robb, The Discovery of France, W. W. Norton, 2007, ISBN 0-393-05973-1